# 栗應麟
栗應麟（1499年—？），字仁甫，號晉川，山西潞州人，民籍，明朝政治人物。

## 生平
正德十四年（1516年）己卯科山西鄉試第二十一名舉人。嘉靖八年（1529年）中式己丑科會試第三名，登第二甲第九名進士。历官河南陈州知州、直隶顺德府同知、陕西按察司佥事，因得罪官員被彈劾歸鄉。著有《潞安府志》等。

## 家族
曾祖栗玄，封文林郎；祖父栗鑌，曾任典膳；父栗瑢，曾任儀賓。母桂平縣主。具庆下。弟栗应宏，字道甫，嘉靖四年乙酉科举人，官南阳府通判。